# Ерюгино
Ерюгино — опустевшая деревня в Солигаличском муниципальном округе Костромской области. Входит в состав Лосевского сельского поселения

## География
Находится в северо-западной части Костромской области на расстоянии приблизительно 13 км на юг по прямой от города Солигалич, административного центра района.

## История
В 1872 году здесь (тогда деревня Ярюгино) было отмечено 15 дворов, в 1907 году (уже Ерюгино) —20.

## Население
Постоянное население составляло 69 человек, 111 (1897), 103 (1907), 0 как в 2002 году, так и в 2022.